# Liopeltis
Genre
Liopeltis est un genre de serpents de la famille des Colubridae.

## Répartition
Les espèces de ce genre se rencontrent en Inde, au Népal, en Asie du Sud-Est, en Indonésie et aux Philippines.

## Liste des espèces
Selon The Reptile Database (19 janv. 2012) :
- Liopeltis calamaria (Günther, 1858)
- Liopeltis frenatus (Günther, 1858)
- Liopeltis pallidonuchalis Poyarkov, Nguyen & Vogel, 2019
- Liopeltis philippinus (Boettger, 1897)
- Liopeltis rappi (Günther, 1860)
- Liopeltis stoliczkae (Sclater, 1891)
- Liopeltis tricolor (Schlegel, 1837)

## Publication originale
- Fitzinger, 1843 : Systema Reptilium, fasciculus primus, Amblyglossae. Braumüller et Seidel, Wien, p. 1-106 (texte intégral).